# Испанско изкуство
Испанското изкуство като термин се отнася до произведения на архитектурата и други видове изкуство, създадени по територията на днешната европейска държава Испания. Под въздействието на широкото разнообразие от културни влияния, изкуството и архитектурата на Испания оставя необичайно и вълнуващо наследство.

## Ранно изкуство
С изключение на важни праисторически останки, включващи картини от пещерата Алтамира и Когул, близо до Лерида (вижте палеолитно изкуство), най-ранните паметници датират отпреди римското завоюване на страната. Малко са и останките от произведенията на периода на вестготите, въпреки че са използвани ярки класически мотиви, по-специално в декоративната скулптура. Такива паметници на вестготите като църквата Сан Хуан де Баньос в провинция Паленсия (661 година) подсказва възможното близкоизточно влияние в употребата на плоско изравнената хоризонтална като подкова арка и свод.

## Арабски и астурски влияния
Пълната като подкова арка е въведена от мароканците (8 век) обширно използвана в прочутата джамия в Кордоба (8 – 10 век). В техните дворци и джамии мавританците развиват определени архитектурни отличителни черти, които остават част от испанската традиция занапред, чак до наши дни. Мавританските интериори, подразделени в отделни елементи и участъци, са изящни и грациозни и използват сложни ефекти на светлината и сянката, като в прочутия Дворец на Лъвовете в Аламбра (Alhambra), Гранада. Тази тенденция към разграфяване на пространство е отразена в така нареченото затворено място на певческия хор в почти всички испански катедрали и църкви, управлявани като катедрали, но без епископ. Други мавритански елементи, като многолистни и пресичащи арки, влияят на християнските постройки на средновековна Испания, както прави мавританският обичай на преповторението и многочисленост на малки мотиви в изобилен плосък орнамент (илюстрирани нагледно в Аламбра).
До 850 г. мюсюлманите завладяват цяла Испания, освен района на Астуриас. Характеристика на астурийските църкви (9 век) е базиликален план с квадратна апсида, закръглени арки и прозорци с перила. В Санта Мария де Наранко (средада на 9 век) е открито, че за първи път е употребявана формата на бъчва на свода, купола в Средновековието. Изкуството и архитектурата на мозарабите (9 – 11 век), комбинирайки астурийските и мавритански отличителни черти, създават няколко от най-оригиналните и интересни за своето време европейски сгради.

## Древноримски период
По време на римския период (11 – 12 век) християнска Испания показва общи характеристики на романския стил в Европа, но със следи на близкоизточно влияние. Катедралата в Сантяго де Компостела (11 – 12 век) разкрива поразителни аналогии по архитектура и по скулптура с бургундски произведения.

## Готически период
В началото на 19 век готическото изкиство започва да се изследва най-внимателно и се оценява по достойнство. По това време се ражда и определението на Виоле льо Дюк, че „готиката е изкуство градско и църковно“.
Архитектура
С постепенното обединение на испанските кралства се наблюдава увеличен просперитет и художествена дейност по време на готическия период (13 – средата на 16 век). Кастилската архитектура е главно вдъхновена от Франция, въпреки че различен и ясен собствен оттенък може да бъде усетен в пропорциите и в по-украсените декоративни отличителни черти. Блестящите примери включват катедралите на Бургос, Толедо и Леон, последната – забележителна също и със своя стъклопис. Каталонската готическа архитектура, илюстрирана в катедралите в Барселона и Палма де Майорка, се откроява с употребата на широки централни нефове с две отделени странични крила, вместо обичайните четири; те имат тежки вътрешни подпори и странични параклиси. При Херона страничните крила са пренебрегнати напълно, така че катедралата има един от най-широките сводести куполи на средновековна Европа.
Проникващ елемент в испанска архитектура е стилът мудехар, чието влияние продължава да се усеща силно и до 18 век. Любимите материали на мудехарските строители са тухла, мазилка и дърво, които те използват с изключително разнообразие. Тяхната украса се различава от употребата на натруфени геометрични форми, очертания и стилизации, свързани с най-типичното ислямско изкуство. Готическите църкви, главно на юг, често са с покрив, изработен от мудехарските занаятчии, или с дървени покриви.
Други изкуства
Ранната готическа скулптура е преобладаващо повлияна от френски модели. През 15 и началото на 16 век има силни фламандски и германски тенденции. Архитектурните украшения на олтара и мястото на певческия хор са сред обстойно изваяни многоцветни скулптури, като олтарът е понякога направен от алабастър. Забележителните примери включват катедралите на Тарагона, Севиля и Толедо. В края на 15 век Хил де Силое създава великолепния олтар и кралските паметници в църквата на Мирафлорес, близо до Бургос, представител на по-късния готически реализъм.
В изобразителното изкуство на 13 и 14 век в Испания има разпространение на елегантния и с изискани обноски френски стил и сиенски художници, въпреки че поразително изразителни и оригинални произведения на изкуството са създадени от майстори като Ферер Баса и Луис Бораса. Интензивната търговия с Холандия през 15 век насърчава появяването на испано-фламандски стил, илюстрирано в картините на Джауме Уге (Jaume Huguet). Успешна комбинация на мавритански и фламандски елементи е развита в творбите на художника Фернандо Гайего.

## Ренесанс и маниеризъм
През 16 век италиански скулптори, работещи в Испания, като Джакопо Фиорентино, Доменико Фансели и Пиетро Ториджиано успяват много да популяризират ренесансовите мотиви, които са комбинирани с готика и мудехар, в произведенията в стил платереска). Блестящ паметник платерески стил е катедралата на Гранада от Диего Силое. Неговата ротонда в частност е замислена по модела на Божи гроб в Йерусалим, но също така отразява хуманистичните стремежи на неговите архитекти, които са с класически наклонности. Типична за по-декоративния платерески стил е фасадата на Университета в Саламанка (1520 – 1530) и тази на манастира Сан Маркос в Леон. По-развит висш стил за ренесанса се появява в такива произведения като незавършения дворец на Карл V (в Аламбра), замислен от Педро Мачука, и Ел Ескориал, замислен от Хуан Баутиста де Толедо и завършен от Хуан де Ерера. Маниеризъм.
Блестящи местни скулптори като Алонсо Беругете, Хуан де Хуни и Грегогио Фернандес са силно повлияни от по-усуканите, криволичещи творения на Донатело и Микеланджело. Италианските художници като Луис де Варгаси, Луис де Моралес и по-късният Хуан де Хуанес, развиват еклектични и маниерни стилове. Те са само до края на века, когато се появява Ел Греко. С корени от византийски и венециански традиции и в негова много лична версия на маниеризъм, Ел Греко привежда аспекти на италианската форма спрямо собствената му високо одухотворена страстна визия.

## Бароков период
Бароковият период (17 – средата на 18 век) е маркиран от решителното налагане на собствените направления, течения и индивидуалния гений на местния жител във всички изкуства. Многоцветни религиозни скулптури от Хуан Мартинес Монтаньес, Алонсо Кано и Педро Де Мена служат като пример за характерните ефекти на краен реализъм и вътрешна духовност. Подобно в изобразителното изкуство, уравновесеност на цвета и настойчив натурализъм, както и драматични контрасти на светлина и сянка, са типични за такива майстори като Рибалта, Рибера, Наварете и Зурбаран, които понякога са свързани с Караваджо и италианците, известни със своите тъмни палитри, наречени „тенеброси“ (tenebroso – мрачен). Въпреки това, блестящия творец на периода е Веласкес – един от най-добрите дейци в историята от изкуството. Неговите картини са почитани толкова както заради техническата им виртуозност, така и поради дълбочината на тяхното охарактеризиране. Произведенията на Мурильо разкриват тенденция на лиричност и декоративни ефекти.
В архитектурата като крайна реакция против строгостта и ограничеността на ренесансовите форми се проявява в стилът чуригереска (стил на семейство Чуригера), който е характерен с анимация на повърхността, игра на светлината и ефекти на сянката, преувеличение, богатство и пищност на орнамента. Примерите на чуригеризъм в архитектурата включват транспаренте (transparente – прозрачен) в катедралата на Толедо и сакристията, ризницата Картуха (Гранада). Стилът е внесен в американските колонии, където все още могат да бъдат видени много негови примери.
При Бурбоните има силна реакция срещу индивидуализма и темперамента на късното бароково изкуство. Основаването през 1752 г. на първата Испанска академия за изкуство завършва с вълна от безплоден академичен неокласицизъм, който има склонността да обезсърчава съзидателността в изкуствата за почти два века. Страхотното изключение на общото западане е Франсиско Гоя, който разкрива в творбите си корупцията и жестокостта на тази епоха в испанската история.

## Класика, романтика, модернизъм
Сред художниците от 19 в. Хосе де Мадрасо и Агудо принадлежи към школата на Жак-Луи Давид и Мариано Фортуни, с френски романтични и исторически художници. Най-ранниият архитект, работещ в неокласически стил е Хуан де Вилянуева. В края на века архитектът Антонио Гауди конструира множество от поразителни и оригинални постройки в Барселона, включително Църквата на Светото семейство.
Името на най-първия от съвременните модерни художници, Пабло Пикасо, дори и да е испанец, е постоянно свързвано с Училището в Париж, както и това на кубиста Хуан Грис, сюрреалистите Жоан Миро и Салвадор Дали и скулптора Хулио Гонсалес. Въпреки това, всеки доказва своя стил с нещо, което е отличително с испански произход. През 60-те години на 19 век има изблик на абстрактния експресионизъм в Испания, представян в работите на Антонио Тапиес и Луис Саес и много други. Едуардо Чиида е представителен съвременен испански скулптор, наред с Франциско Барон, Хосе Луис Санчес и Габино и Мартин Чирино. Видните художници на съвремието включват Луис Фикто Хосе Франсис и Рафаел Каногар.

## Декоративни изкуства
В общи линии испанските минорни изкуства – малки и второстепенни, показват характеристики, аналогични на тези на главните изкуства в съответстващите епохи. Богати минерални ресурси в Испания и по-късно в колониите са предпоставка към обширното развитие на изработката на метални изделия. Изобилно декорирани с желязо църковни рамки, или т.нар. „рехас“, са характерно испански. Мавританското влияние насърчава развитието на филиграна (изделие с ажурен, нежен строеж) и емайла, така както и гравираната кожа. Фламандското влияние предпоставя налагането на гоблените. През 18 век порцеланът на Буен Ретиро (назован на името на палата Ел Ретиро в Мадрид) е сред най-хубавата керамика, която е създадена в Европа.